# Gloskär (vid Äpplö, Houtskär)
Gloskär är en ö i Finland.   Den ligger vid Äpplö i Houtskär i kommunen Pargas i den ekonomiska regionen  Åboland  och landskapet Egentliga Finland, i den sydvästra delen av landet, 200 km väster om huvudstaden Helsingfors. Arean är 0,31 kvadratkilometer.
Terrängen på Gloskär är mycket platt. Öns högsta punkt är 21 meter över havet. Den sträcker sig 1,2 kilometer i nord-sydlig riktning, och 0,5 kilometer i öst-västlig riktning.